# ميخائيل ريد (لاعب كرة قدم أمريكية أمريكي)
ميخائيل ريد (بالإنجليزية: Michael Reed)‏ هو لاعب كرة قدم أمريكية أمريكي، ولد في 16 أغسطس 1972 في ويلمنغتون في الولايات المتحدة.